# Lap San Leong
Lap San Leong (Macao, 2 novembre 1980) è un ex calciatore macaense, di ruolo centrocampista.

## Palmarès

### Club

#### Competizioni nazionali
- Campionato di Macao: 1

Lam Pak: 2001